# Astrid Epiney
Astrid Epiney (Mainz, 9 de julho de 1965) é uma jurista germano-suíça e professora de direito internacional, direito europeu e direito público suíço na Universidade de Friburgo e foi sua primeira reitora, de 2015 a 2019.

## Biografia
Nascida Astrid Wander, frequentou a escola em sua cidade natal, Mainz, estado federal de Renânia-Palatinado, na Alemanha. Estudou direito na Universidade de Mainz. Obteve seu doutorado em 1991 e, de 1989 a 1991, também estudou direito suíço na Universidade de Lausanne. Após um pós-doutorado no Instituto Universitário Europeu de Florença (1991–1992), trabalhou como pesquisadora no IDHEAP (em francês:  Institut des hautes études en administration publique), em Lausanne, de 1992 a 1994.

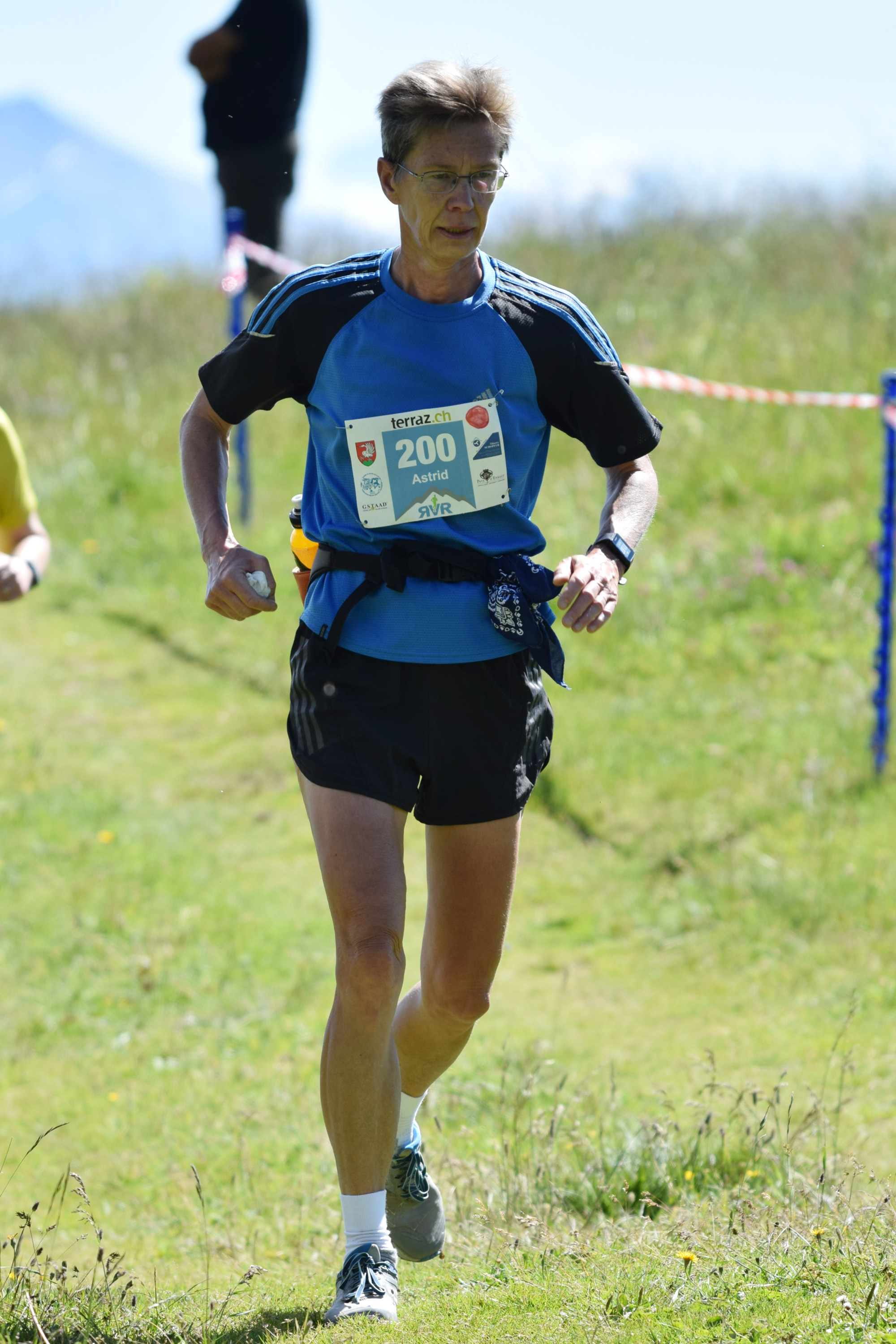
Em 2020, na Rougemont-Videmanette Run 2020.

Em setembro de 1994, foi nomeada professora associada da Universidade de Friburgo e, em 1996, foi nomeada professora titular e diretora do Instituto de Direito Europeu. Foi reitora da Faculdade de Direito (2005–2007), membra da Fundação Nacional Suíça para a Ciência (2002–2010), vice-reitora da Universidade (2007–2011) e presidente do Conselho Suíço para a Ciência e Inovação (2012–2015). Em 2014, a Universidade a elegeu para o período de 2015 a 2019 como a primeira reitora (até então, apenas homens haviam ocupado o cargo de direção da Universidade).
As suas publicações incluem cerca de 20 monografias na área do direito internacional, da Europa e suíço e é particularmente conhecida pelos seus artigos sobre a relação entre a Suíça e a União Europeia.
Também toca órgão de tubos. Treinou o instrumento, em Mainz, de 1980 a 1983, onde também dirigiu um coro entre 1983 e 1988.

## Prêmios
- 1995: Prêmio nacional Latsis da Fundação Nacional Suíça para a Ciência (Swiss National Science Foundation).[6][7]
- 2011: Dama da Legião de Honra. Recebeu o prêmio pelo seu trabalho em direito europeu, pelas suas colaborações internacionais e pelo seu trabalho docente.[8][9]